# クローソン点
ユークリッド幾何学において、クローソン点（クローソンてん、英: Clawson point）とは、α, β, γを三角形ABCのそれぞれの角とし、三線座標でtan α :  tan β : tan γと表される、三角形の中心の一つである。1925年、『The American Mathematical Monthly』で ジョン・ウェントワース・クローソンにちなんで名付けられた。クラーク・キンバーリングのEncyclopedia of Triangle CentersではX(19)として登録されている。

## 定義
クローソン点の定義はいくつかの三角形の配景の中心として知られている。うち、2つの方法を紹介する。

### 一つ目の方法

方法1:相似の中心:三角形H_{A}H_{B}H_{C}は垂足三角形。三角形T_{A}T_{B}T_{C}は傍接円の、三角形ABCの辺でない、共通接線が成す三角形。三角形H_{A}H_{B}H_{C}と三角形T_{A}T_{B}T_{C}の相似の中心はクローソン点である。

△ABCに対し、△HAHBHC を垂足三角形、△TATBTCを傍接円の△ABCの辺でない共通接線が成す三角形（extangents triangle）とする。△TATBTC,△HAHBHCは相似で、その相似の中心はクローソン点である。つまり、TAHA, TBHB, TCHCはクローソン点で交わる。

### 二つ目の方法

方法2:配景の中心:青い三角形 は外接円と傍接円の根軸の成す三角形。三角形ABCと三角形A'B'C'の配景の中心はクローソン点である。

△ABCについてそれぞれ3つの傍接円と外接円の交点を結ぶ3つの直線の成す三角形（Ayme triangle）を△A'B'C'とする。三角形ABCと三角形A'B'C'の配景の中心はクローソン点である。つまりAA', BB', CC'はクローソン点で交わる。

## 歴史
クローソン点は1925年、American Mathematical Monthlyの問題3132でJ. W. クローソンが幾何的な定義を発表したことにちなんで名付けられた。 しかし、フランスの数学者エミール・ルモワーヌは、1886年にすでにこの点を発見していた。その後、1983年に R.Lyness と G.R.Veldkamp によって独自に再発見され、カナダの数学雑誌『Crux Mathematicorum』に問題682として掲載されたことから、Crucial Point と呼ばれるようになった。